# Antilochus
Genre
Antilochus est un genre d'insectes hémiptères hétéroptères de la famille des Pyrrhocoridae.

## Systématique
Le genre a été créé en 1863 par l'entomologiste suédois Carl Stål.

## Description
Les espèces du genre Antilochus ont des couleurs vives, généralement rouge et noir, et se différencient facilement des autres pyrrhocoridés par leur tête creusée transversalement derrière les yeux. Ils sont souvent confondus avec les punaises de la famille Lygaeidae, mais peuvent être distingués par l'absence d'ocelles sur la tête. Contrairement à la plupart des pyrrhocoridés, les espèces d'"Antilochus" sont prédatrices plutôt qu'herbivores.

## Répartition
Afrique tropicale, y compris Madagascar, Asie du Sud et du Sud-Est, archipel malais et Nouvelle-Guinée.

## Liste d'espèces
Selon BioLib (2 juillet 2022) :
- Antilochus boerhaviae Fabricius, 1794
- Antilochus coqueberti Fabricius, 1803
- Antilochus nigripes Burmeister, 1835
- Antilochus nigrocruciatus Stål, 1855
- Antilochus reflexus Stål, 1863
- Antilochus russus Stal, 1863

Selon NCBI (2 juillet 2022) :
- Antilochus coquebertii Fabricius, 1803
- Antilochus lineatipes Stal, 1858
- Antilochus nigripes Burmeister, 1835
- Antilochus russus Stal, 1863